# Liste des drapeaux des États indiens
En 2025, il n'existe aucun drapeau officiellement reconnu pour les différents États ou territoires de l'Union de l'Inde. 
Aucune interdiction légale visant à empêcher les États d'adopter des drapeaux distinctifs n'existe non plus, que ça soit dans la loi de 1950 sur les emblèmes et les noms (prévention de leur utilisation impropre), ou dans la loi de 1971 sur la prévention des insultes à l'honneur national. Dans une affaire de 1994 portée devant la Cour suprême de l'Inde, SR Bommai vs. l'Union indienne, la Cour suprême a déclaré que la Constitution indienne n'interdisait nulle part à un État d'avoir son propre drapeau. Cependant, le drapeau d’un État ne doit pas déshonorer le drapeau national. Le code du drapeau de l'Inde autorise également d'autres drapeaux à flotter avec le drapeau de l'Inde, mais pas sur le même mât ou dans une position supérieure au drapeau national.

## Anciens drapeaux officiels des États
L'État du Jammu-et-Cachemire avait,  entre 1952 et 2019, un drapeau d'État officiellement reconnu en vertu du statut spécial accordé à l'État par l'article 370 de la Constitution de l'Inde.
| Drapeau | État               | Date d'utilisation | Description |
| ------- | ------------------ | ------------------ | --- |
|         | Jammu et Cachemire | 1947–1952          | Le drapeau était rouge avec une charrue en son centre. Le fond rouge représentait le travail et la charrue représentait l'agriculture. Le rapport du drapeau était de 3:2. |
|         | Jammu et Cachemire | 1952–2019          | Le drapeau était rouge avec trois bandes verticales blanches dans le mât et une charrue dans le battant. Le fond rouge représentait le travail, les rayures les trois divisions administratives de l'État (Jammu, Cachemire et Ladakh) et la charrue représentait l'agriculture. Le ratio du drapeau était de 3:2. |

## Drapeaux d'État proposés
Le gouvernement du Tamil Nadu a proposé un modèle pour le drapeau du Tamil Nadu en 1970.
Le gouvernement du Karnataka a proposé en 2018 un modèle pour le drapeau du Karnataka basé sur le bicolore traditionnel jaune-rouge du Kannada. Le nouveau drapeau tricolore avec la bande blanche centrale et l'emblème a été conçu qui devait se distancer de ceux des s partis politiques régionaux et imiter la structure du drapeau tricolore indien. En août 2019, le gouvernement du Karnataka a cependant annoncé qu'il ne poursuivait plus officiellement la proposition d'un drapeau officiel de l'État. Le drapeau non officiel du Kannada reste également populaire dans l'État.
| Drapeau | État       | Date de la proposition | Description                                                                                      |
| ------- | ---------- | ---------------------- | ------------------------------------------------------------------------------------------------ |
|         | Karnataka  | 2018                   | Drapeau tricolore jaune, blanc et rouge avec l'emblème du Karnataka centré sur la bande blanche. |
|         | Tamil Nadu | 1970                   | Drapeau gris avec le drapeau de l'Inde dans le canton et l'emblème du Tamil Nadu dans le canton. |

## Bannières des États et des territoires de l'Union
Lorsqu'une bannière distinctive est requise pour représenter un État ou un territoire de l'Union, c'est généralement l'emblème de l'État ou du territoire de l'Union qui est affiché sur un champ blanc ou bleu,,.

### États

Bannière de l'Andhra Pradesh.
Bannière de l'Arunachal Pradesh.
Bannière d'Assam.
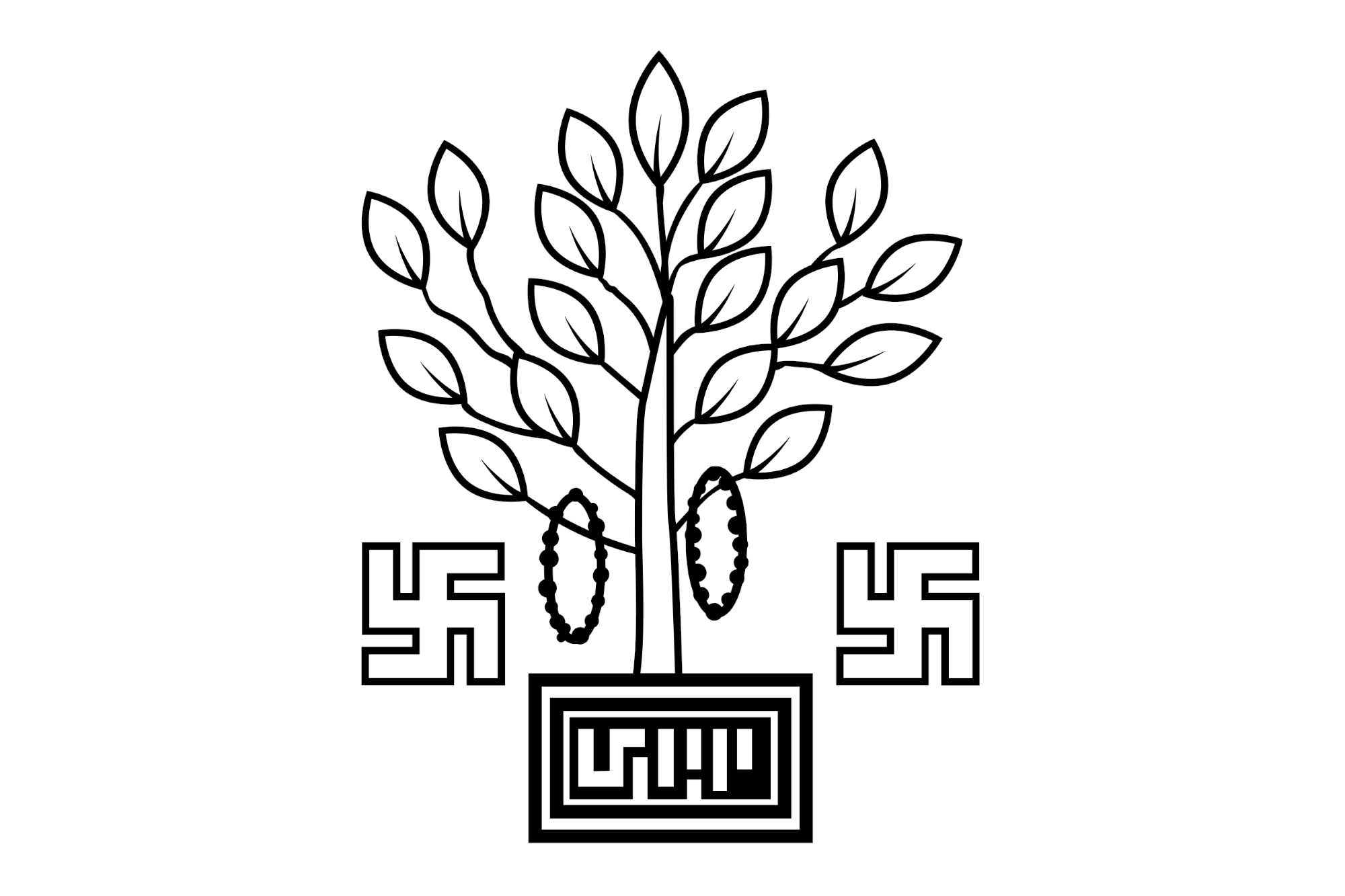
Bannière du Bihar.
Bannière du Chhattisgarh.
Bannière de Goa.
Bannière du Gujarat.
Bannière de l'Haryana.
Bannière de l'Himachal Pradesh.
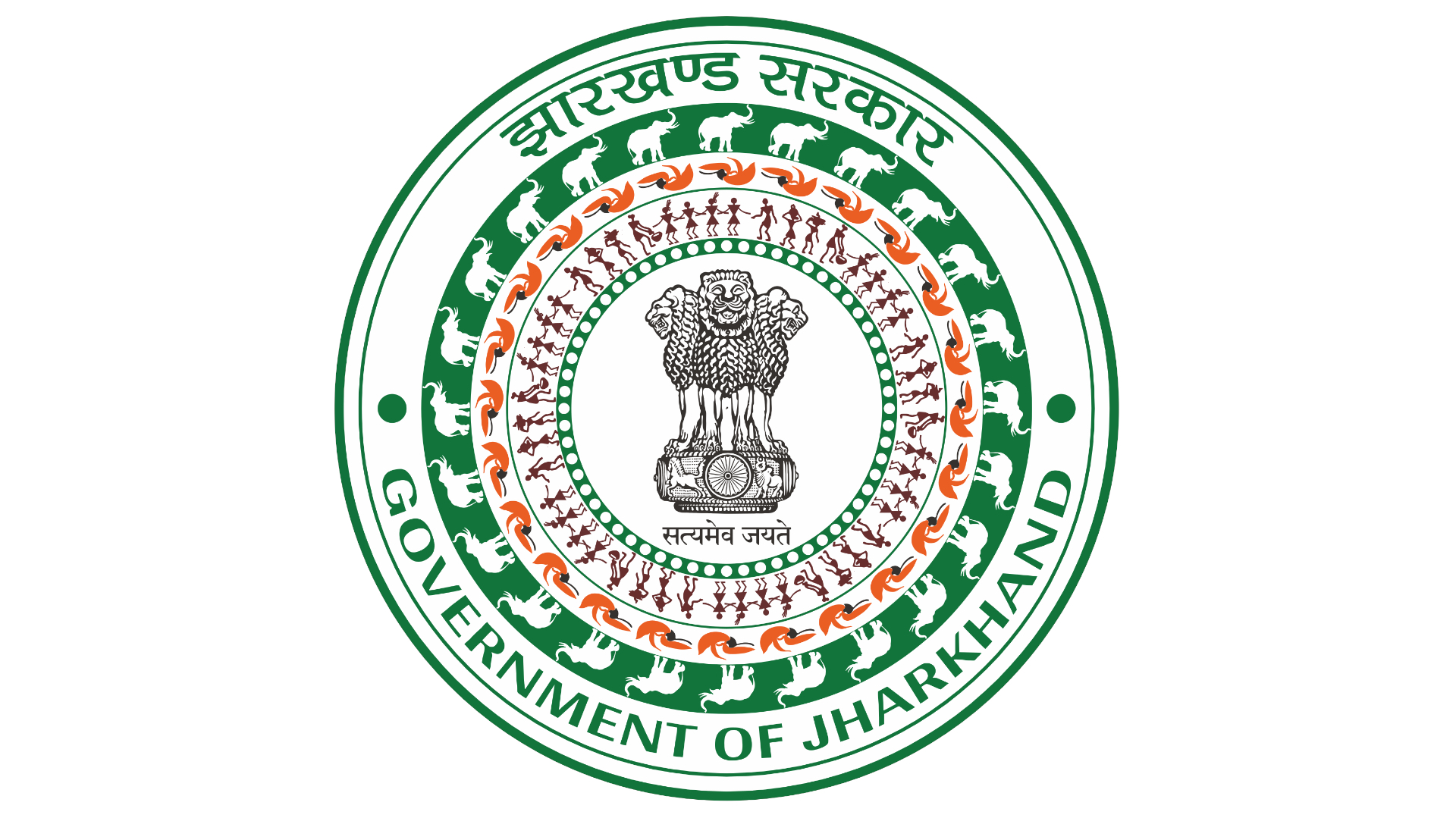
Bannière du Jharkhand.
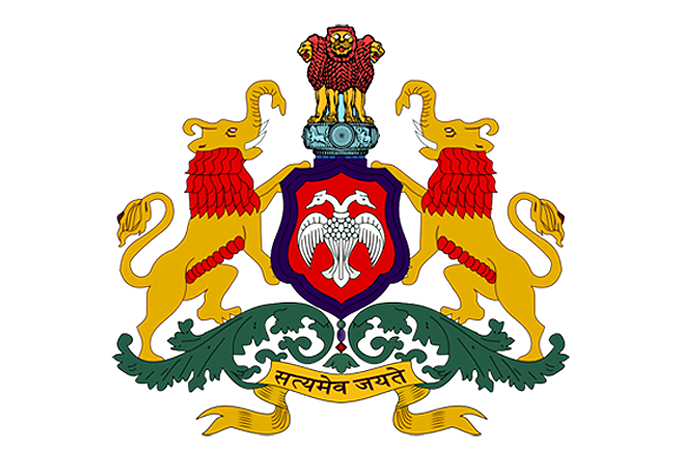
Bannière du Karnataka.
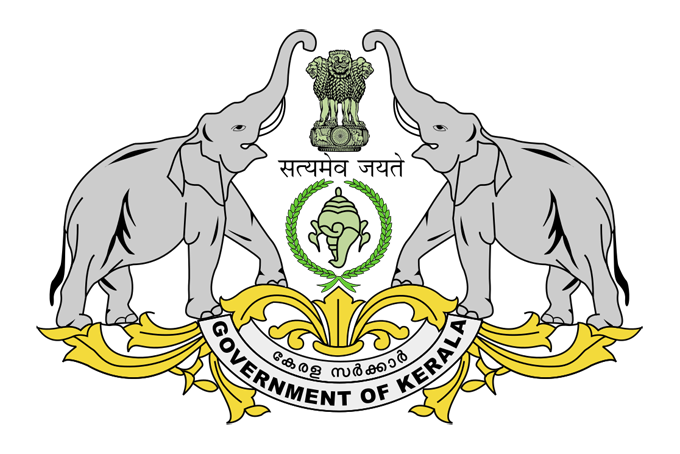
Bannière du Kerala.
Bannière du Madhya Pradesh.
Bannière du Maharashtra.
Bannière de Manipur.
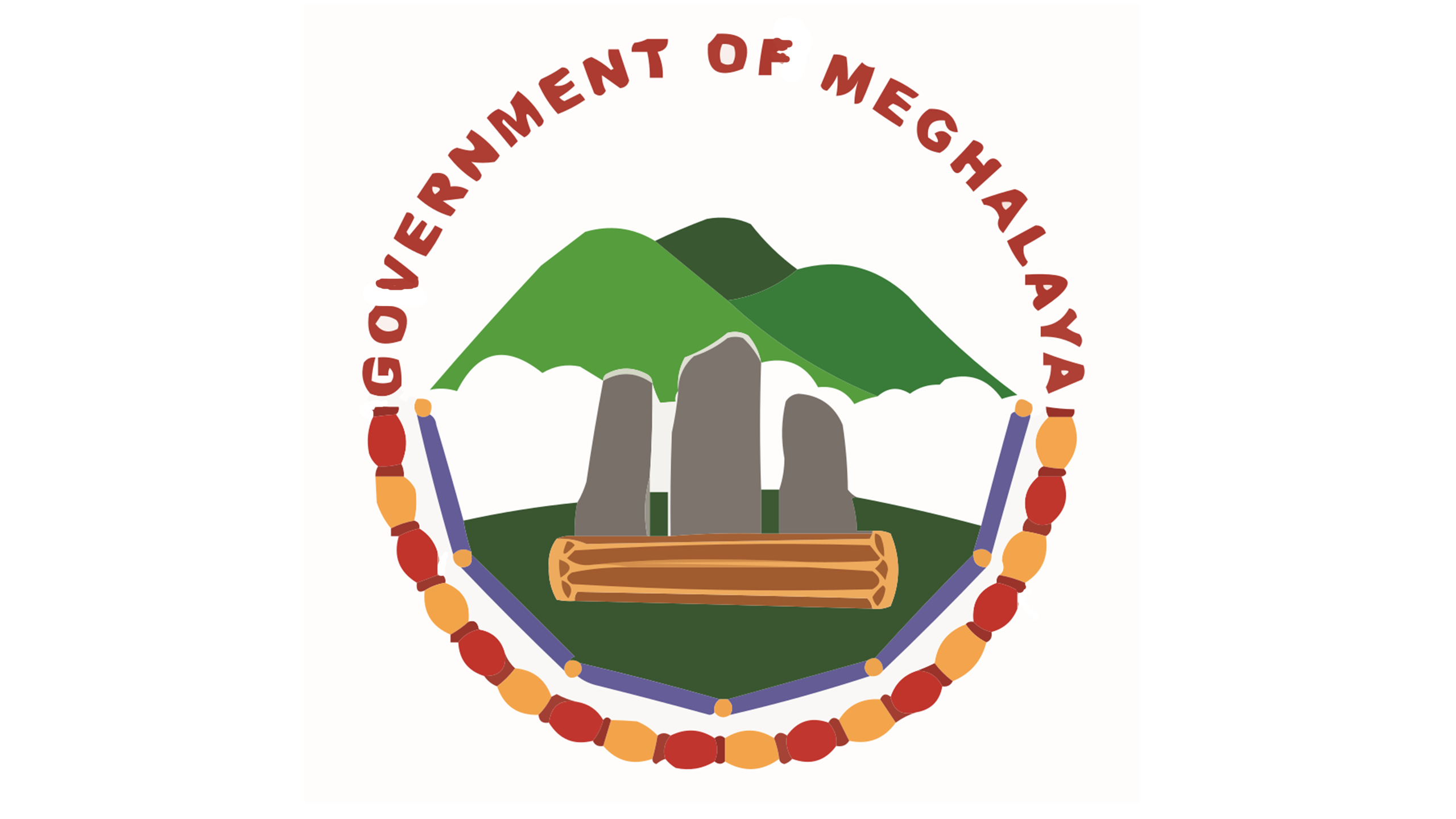
Bannière du Meghalaya.
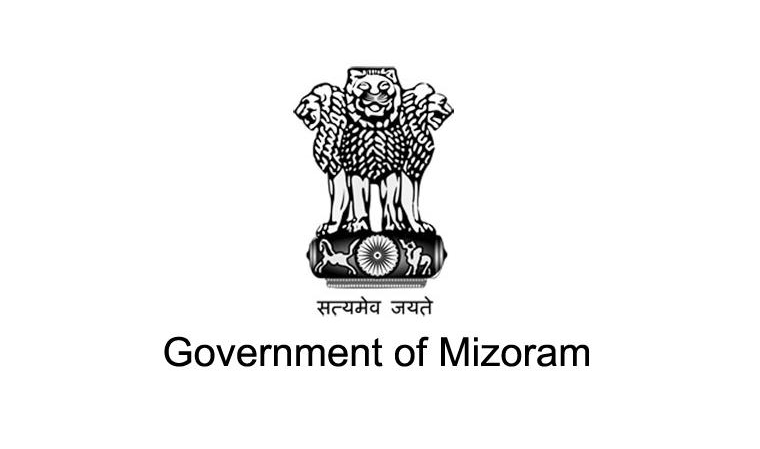
Bannière du Mizoram.
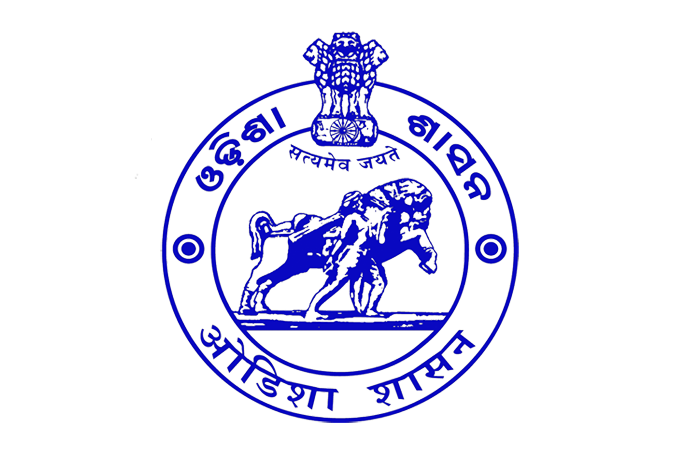
Bannière d'Odisha.
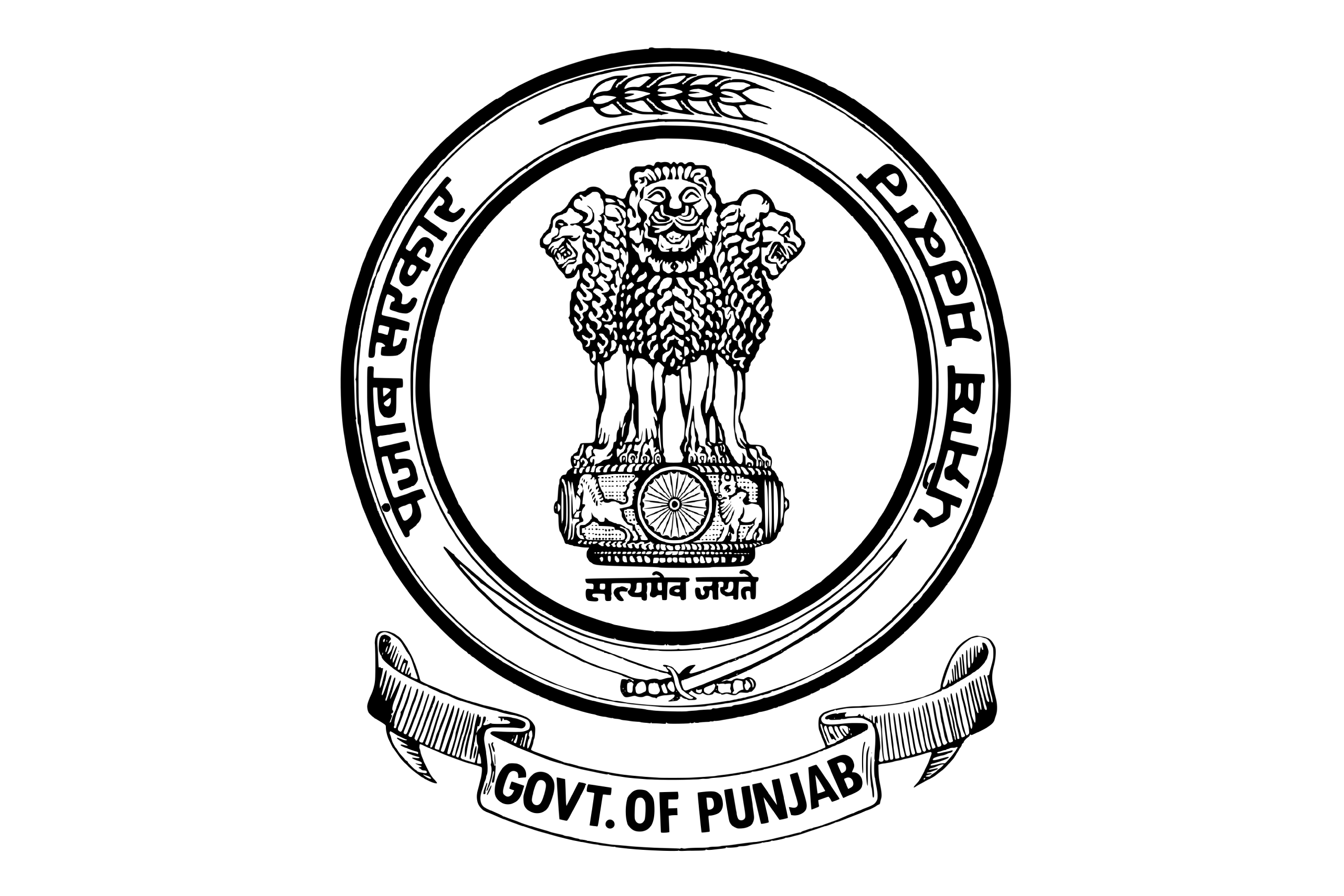
Bannière du Pendjab.
Bannière du Rajasthan.
Bannière du Sikkim.
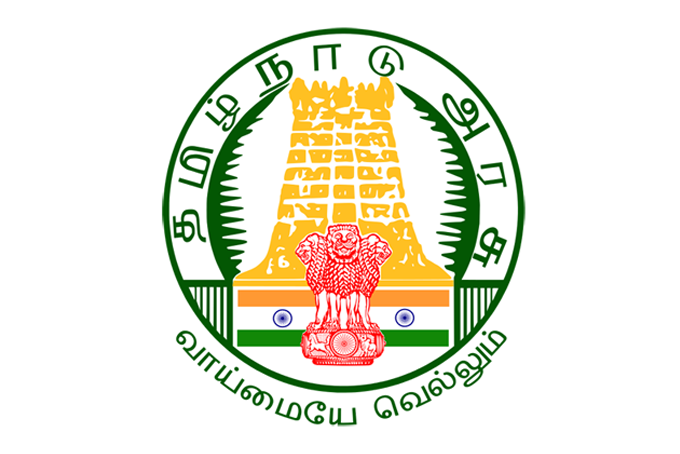
Bannière du Tamil Nadu.
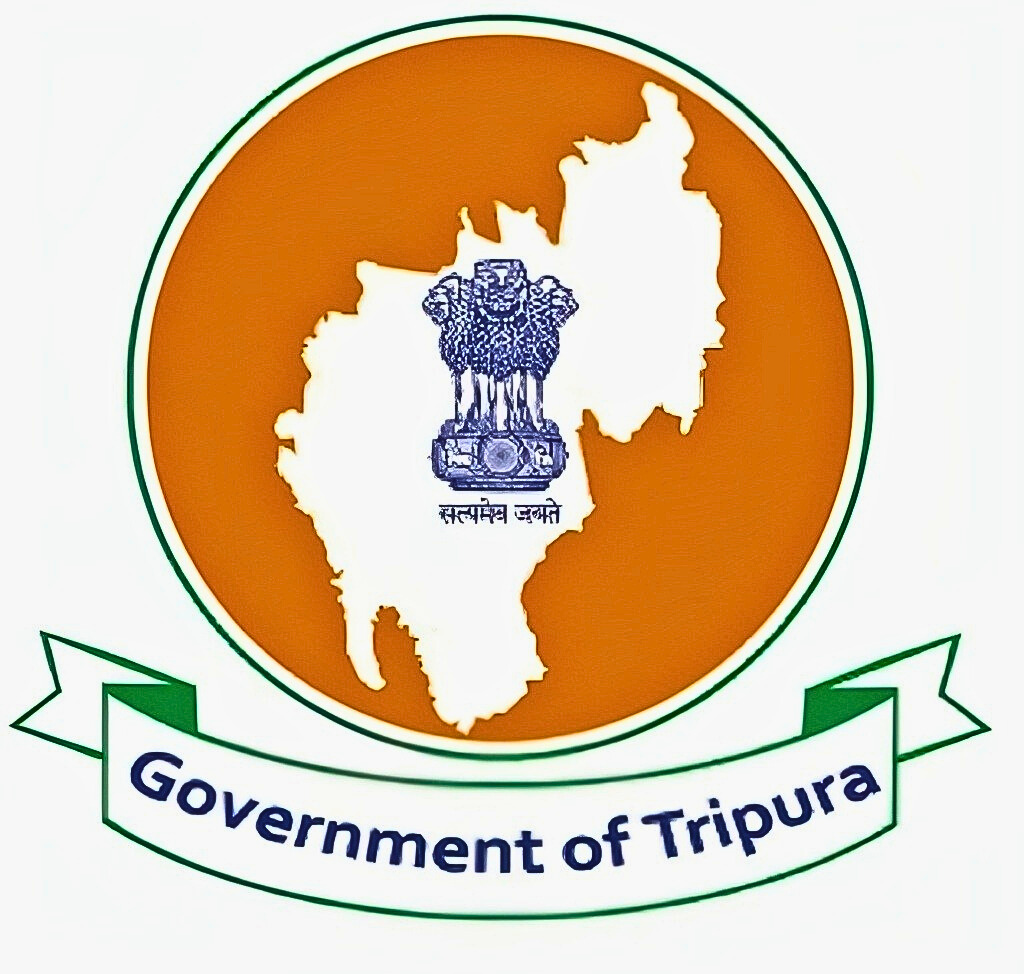
Bannière de Tripura.
Bannière de l'Uttarakhand.
Bannière de l'Uttar Pradesh.

### Territoires de l'Union

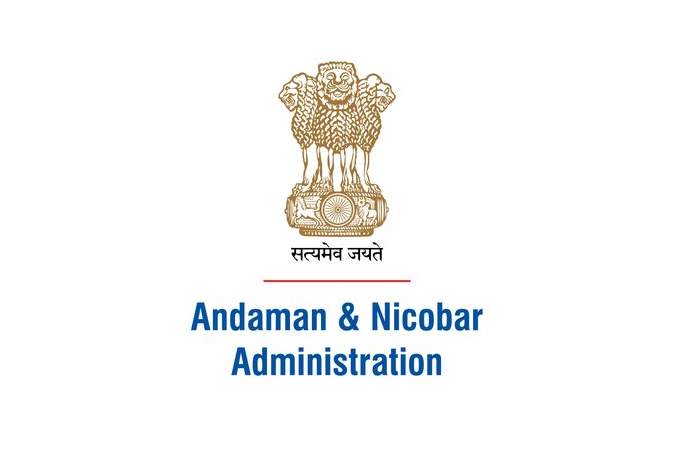
Bannière des îles Andaman et Nicobar.
Bannière de Chandigarh.
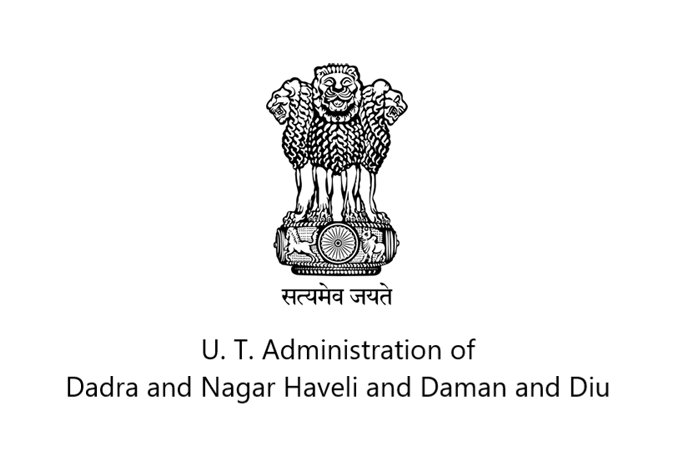
Bannière de Dadra et Nagar Haveli et Daman et Diu.
Bannière de Delhi.
Bannière du Jammu-et-Cachemire.
Bannière du Ladakh.
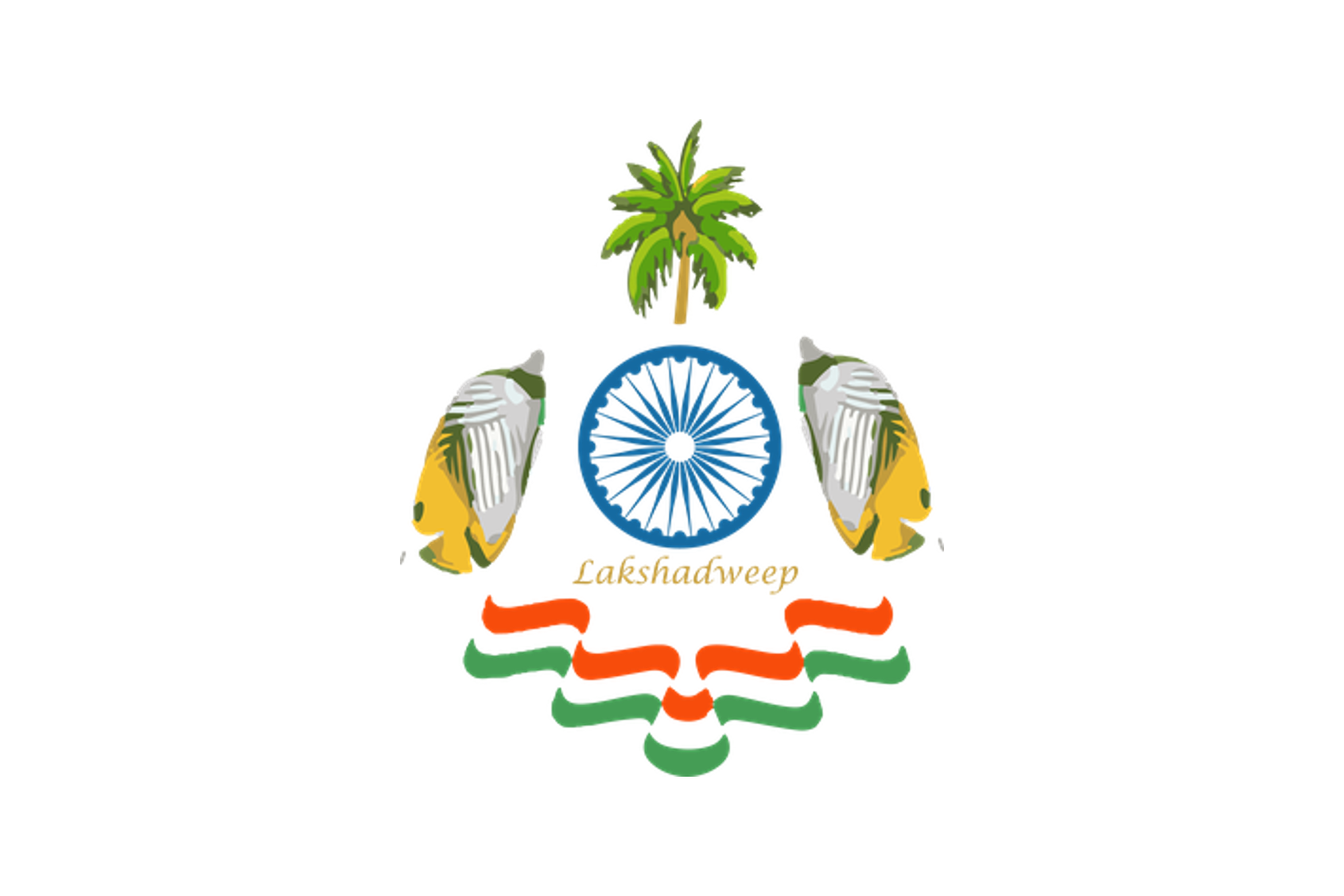
Bannière de Lakshadweep.
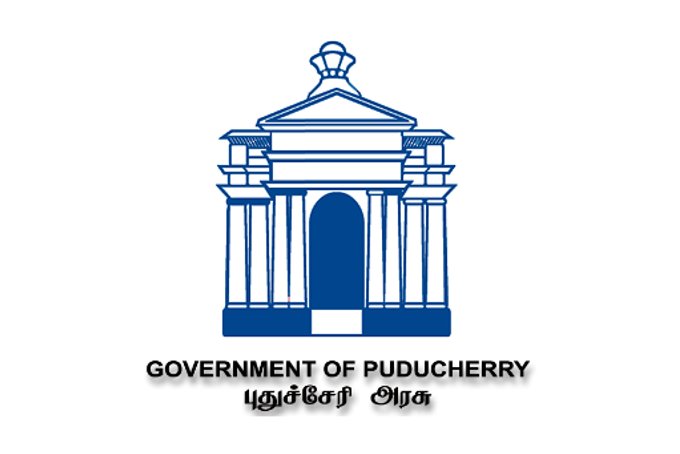
Bannière de Pondichéry.